# صندوق الشحن

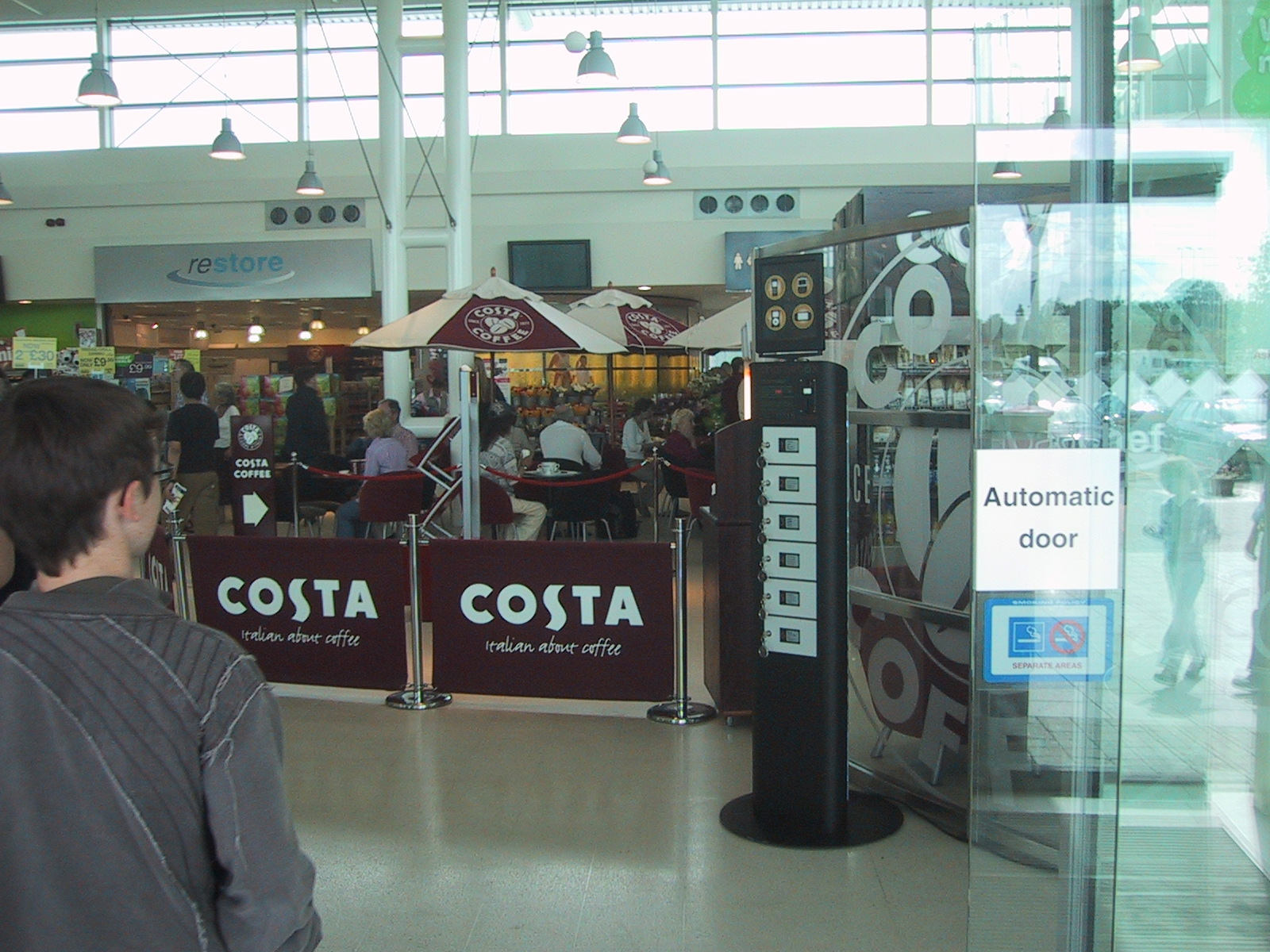
صندوق الشحن في إحدى المولات

صندوق الشحن هي آلة لشحن الأجهزة مثل الهواتف المحمولة وأجهزة المساعد الرقمي الشخصي وأجهزة آي بود وأجهزة بلاي ستيشن بورتبل وغيرها من الأجهزة الإلكترونية المحمولة الصغيرة. توضع هذه الصناديق في مواقع ما بين المناطق السكنية والمناطق الصناعية في خزانات بحيث تتم العملية في أمان تام مقابل رسوم رمزية. توجد بعض الآلات الأخرى القادرة على أداء نفس الوظيفة من تصميم شركة فوتو مي انترناشونال.
بدأت ألمانيا في عام 2005، بتقديم تلك الخدمة مجانا حيث تستغل الصناديق كمساحة إعلانية.

## الاستخدام
توفر للجمهور القدرة على إعادة شحن أجهزة المحمول خاصتهم، مقابل رسوم رمزية. على غرار آلات البيع للجمهور، تبدأ العملية باستلام الآلة للمبالغ النقدية قبل أن تقوم بشحن الأجهزة المتصلة، والتي إما أن تكون هواتف محمولة أو أجهزة المساعد الرقمي الشخصي أو أجهزة محمولة أخرى. أعلنت شركة يوجوف في نتيجة استطلاع رأي أجرته في يونيو 2006، أن ما يقرب من 61% من الشباب دون سن الثلاثين قد نفذت بطاريات هواتفهم المحمولة أثناء تنقلهم في الشهر الماضي، وأن 48% من الشباب الأقل من 30 عام أرادوا استخدام هواتفهم خلال السفر لكنهم خشوا من نفاذ طاقة البطارية.

## الأماكن
بدأ استخدام هذه الآلات في العديد من الأماكن مثل مقاهي الإنترنت، الفنادق، المنتجعات السياحية والمطارات وشركات الإتصال كفودافون. يوجد الآن ما يقرب من 100 صندوق شحن في أنحاء المملكة المتحدة.
في سبتمبر 2006، بدأت الشركات المصنعه في الترويج للمنتج خارج المملكة المتحدة.

## وصلات خارجية
- الموقع الرسمي.
- الموقع الرسمي باللغة الألمانية.